# Коротюк Вадим Іванович
Коротю́к Вади́м Іва́нович (нар. 5 травня 1963, смт Карнаухівка, Дніпродзержинськ, Дніпропетровська область) — український політик. Народний депутат України. Член партії ВО «Батьківщина».

### Біографія
Освіта вища. Закінчив Київський інститут народного господарства (1991), спеціальність «Економіст».
- 1981–1982 — слюсар-ремонтник Придніпровського хімічного заводу, м. Дніпродзержинськ.
- 1983–1985 — служба в Збройних Силах.
- 1991–1996 — головний менеджер, співвласник компанії «PROREP Group LTD», м. Калгарі, Канада.
- 1997–2000 — директор ПП «Томагавк», м. Дніпропетровськ.
- 2001–2003 — директор ТОВ «УкрТрансСервіс», м. Дніпропетровськ.
- 2003–2006 — директор ТОВ «Солана транспорт сервіс», м. Дніпропетровськ.
- 2006–2007 — помічник-консультант народного депутата України.

Працював генеральним директором ТОВ «Салана транспорт сервіс».

### Парламентська діяльність
Народний депутат України 6-го скликання з 23 листопада 2007 до 12 грудня 2012 від «Блоку Юлії Тимошенко», № 155 в списку. На час виборів: тимчасово не працював, член партії ВО «Батьківщина». Член фракції «Блок Юлії Тимошенко» (з 23 листопада 2007). Член Комітету з питань бюджету (з 26 грудня 2007). 30 липня 2012 вийшов з фракції «Блок Юлії Тимошенко» і 18 вересня 2012 увійшов до фракції «Партія регіонів».